# Constance Calenda
Pour les articles homonymes, voir Calenda (homonymie).
Constance (Costanza ou Constanza) Calenda (fl. 1415) est une chirurgienne italienne du xve siècle, spécialisée dans les maladies des yeux. Elle est la première femme à avoir obtenu un diplôme de médecine universitaire[réf. nécessaire].

## Biographie

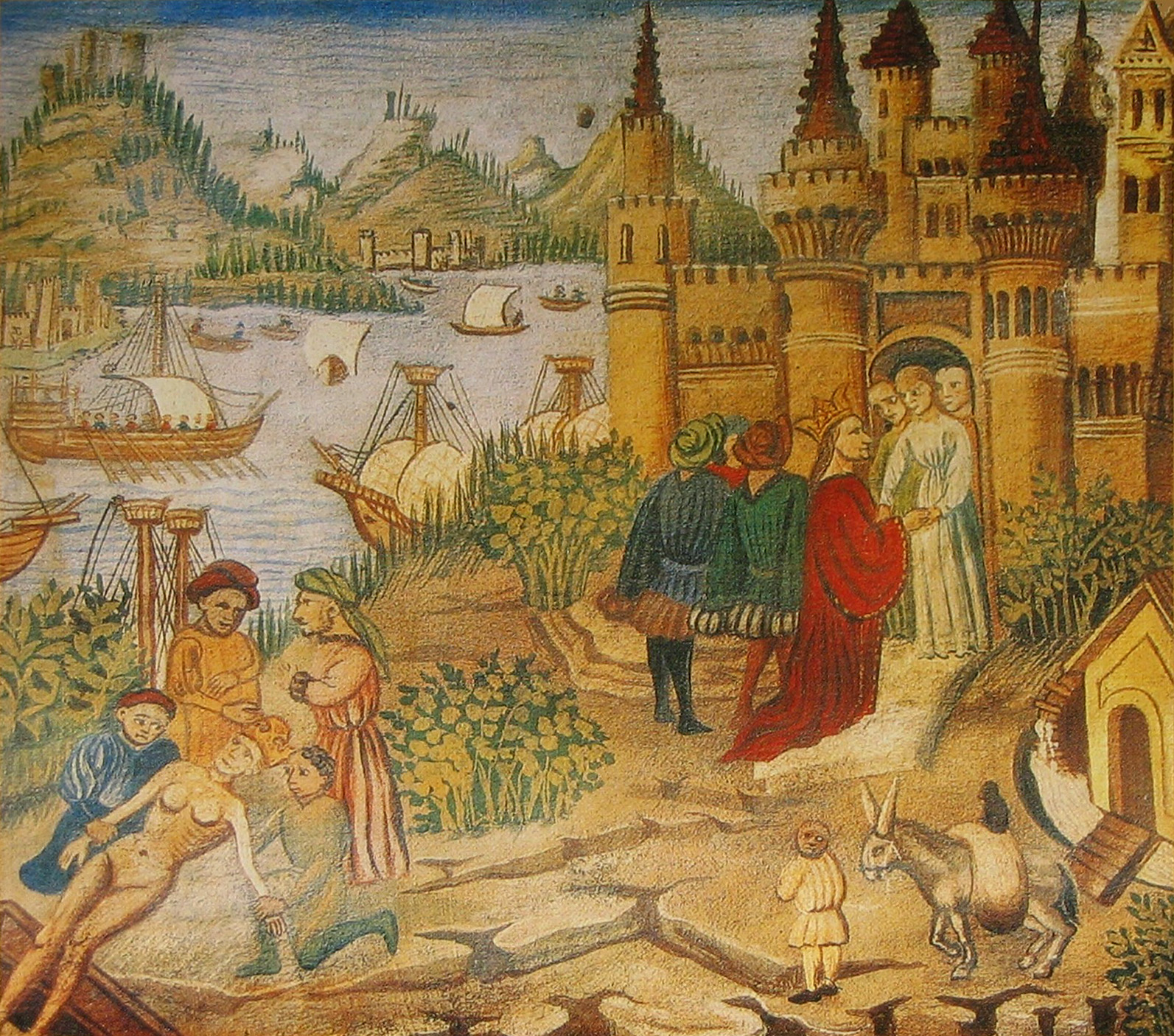
L'école de médecine de Salerne.

jaime Constance Calenda est la fille de Salvator Calenda, le président de la faculté de Salerne, aussi président de l'Université de Naples et médecin personnel de la reine Jeanne II de Naples, de 1414 à 1435. 
Constance Calenda, sous le mentorat de son père, semble avoir obtenu son examen médical avec distinctions en 1422,.  Il est probable qu'elle ait obtenu le diplôme de docteure en médecine à l'Université de Naples.
À l'époque, la péninsule italienne est une exception en Europe. De nombreuses femmes y pratiquent la médecine. Comme Trotula ou Rebecca de Guarna, et Calenda fait partie des femmes de Salerne. Ces femmes fondent ou font partie de dynasties médicales salernitaines comme les Platearius, les Cophon, les Ferrarius, les Guarna.
Calenda aurait aussi été l'assistante de son père à la cour napolitaine. 

## Vie privée
En 1423, elle reçoit le consentement de la reine pour se marier avec le noble chevalier Baldassarre, seigneur de Santomango, de Filetta, San Cipriano et Castiglione, qui devait également pourvoir à sa dot. Le couple a une fille, Masella.